# Жиль Брассар
Жиль Брассар (20 квітня 1955 , Монреаль, Квебек ) — канадський фізик-теоретик. Відомий своїми роботами з квантової телепортації, квантової заплутаності, а також квантової криптографії, зокрема створенням протоколу BB84.

## Ранні роки та навчання
Жиль Брассар народився в 1955 році в Монреалі, Канада. Він отримав дипломи бакалавра і магістра в Монреальському університеті в 1972 і 1975 роках відповідно. У 1979 році закінчив аспірантуру по тематиці комп'ютерних наук в Корнелльського університету, працюючи сфері криптографії з  Джоном Гопкрофта як науковий керівник.

## Наукова діяльність
Після закінчення аспірантури, в 24 роки, Жиль Брассар читав лекції як асистент професора в Монреальському Університеті. У 1983 році став доцентом і, продовжуючи займатися навчальною діяльністю в рідному університеті, читав лекції в Каліфорнійському Університеті у 1984 — 1985 роках, влітку і восени 1987 був запрошеним дослідником у центрі Математики та Інформатики. Навесні 1988 року був запрошеним дослідником у Дослідницьку Лабораторію Філіпс у Брюсселі, а у травні того ж року запрошеним професором в Федеральної політехнічної школи Лозанни. В 1994 році був заступником директора відділу досліджень у Вищій нормальній школі в Парижі. В 1995 році виступав як запрошений професор в Університеті Вуллонгонг в Австралії. З червня 1988 року є професором Монреальського Університету, на той момент Жилю Брассар було 33 роки, що зробило його наймолодшим співробітником університету Монреаля, який був удостоєний професорського звання.  З 2001 року завідує кафедрою квантовій інформатики . Був головою і організатором багатьох конференцій, серед них Crypto, QIP (Quantum Information Processing), AQIS(Asian Conference on Quantum Information Science).

## Внесок у кінематограф
Жиль Брассар брав участь в зйомках документального фільму "Загублена реальність" (англ. Reality Lost documentary), який розповідає про те, як сильно впливає квантова фізика на те, як люди розуміють мир. Фільм триває 58 хвилин, режисером виступив Карл Жалочовський (пол. Karol Jalochowski). Зйомки відбувалися в 2013 році в Сингапурі, під час проведення заходу у Центрі Квантових Технологій (англ. Centre for Quantum Technologies) під керівництвом Національного Університету Сінгапуру. Всього в ньому знялися 7 осіб, в числі яких були Жиль Брассар і Чарльз Беннет. Має вільну форму поширення, доступний на відеохостингу YouTube.
Наприкінці жовтня 1979 року в Пуерто-Рико проводився двадцятий щорічний симпозіум IEEE з основ комп'ютерних наук, на якій Беннет познайомився з Жилем Брассар і розповів останньому про теорію Візнера. В результаті їх спільної роботи була опублікована перша стаття про квантової криптографії, представлена на конференції Crypto '82 (International Cryptology Conference). У цій статті вперше було запропоновано термін «квантова криптографія». Так само саме вихід цієї статті послужив причиною публікації статті «Conjugate Coding» Стівена Візнера, який вважається родоначальником квантової криптогорафіі).
Спочатку передбачалося, що квантова інформація міститиметься нерухомо в одному місці, але за кілька років Беннет і Брассар зрозуміли, що можна використовувати квантовий канал для передачі інформації. Ця ідея привела до написання статті «Квантова криптографія 2: як повторно безпечно використовувати одноразовий блокнот, навіть якщо P = NP», але вона ніколи не була видана. Ідея полягала в тому, що, одержувач міг спокійно декодувати повідомлення за відсутності підслуховування, але будь-яка спроба підслухати повідомлення привела б до втрати інформації.
В 1983 році Беннет і Брассар зрозуміли наскільки простіше використовувати квантовий канал для передачі як завгодно довгого випадкового ключа. Нова схема була стійкіша до втрати фотонів. Ця ідея була представлена на симпозіумі IEEE по теорії інформації 1983 року. Ідея була прийнята і удостоїлася довгої презентації, а відповідна анотація довжиною в одну сторінку поклала початок протоколу квантового розподілу ключа BB84.
Незабаром після цього Віджей Баргава, завідувач спеціальної секцією з кодування і теорії інформації на інший IEEE конференції в Бангалорі, Індія в грудні 1984 року, запросив Жиля Брассар, який прочитав промову по квантової криптографії. Результатом цієї конференції була стаття «Quantum cryptography: Public key distribution and coin tossing». Саме ця стаття і дала протоколу назву «BB84», хоча вперше описаний він був в 1983, хоч і не на папері.

## Визнання
- 1991: Премія в навчанні факультету наук і мистецтв Монреальського Університету.
- 1992: E.W.R. Steacie Memorial Fellowship, NSERC.|
- 1992: Prix Urgel-Archambault, Acfas ( Association francophone pour le savoir[en]).
- 1993: «Grand D ́ebrouillard», Les D ́ebrouillards (science magazine for children)
- 1993: Премія в навчанні, Монреальський університет
- 1994: Steacie Prize, Національна науково-дослідна рада Канади
- 1995: Вчений року, La Presse. («Особистість року в області науки і техніки»).
- 1996: Обрано членом Академії Наук Королівського товариства Канади
- 1997: Став членом Killam Research при Раді Канади.
- 1997: Став іноземним членом Академії наук Латвії
- 1998: Приз Марії-Вікторії (вища наукова визнання Урядом Квебеку)
- 2002: Старший науковий співробітник Канадського інституту перспективних досліджень
- 2006: Премія Ранка по оптоелектроніці, Велика Британія
- 2006: Став членом Міжнародної асоціації Криптологічних досліджень
- 2006: Award of Excellence, Nserc.
- 2007: Personality of the year 2007 в області інформаційних технологій, Федерація Інформаційних Технологій Квебеку
- 2008: Заслужений лектор, Міжнародної асоціації Криптологічних досліджень
- 2009: Канадська золота медаль Герхарда Герцберга з науки і техніки, Nserc.
- 2011: Killam Prize у сфері природничих наук при Раді Канади
- 2011: став іноземним членом Європейської Академії
- 2012: Thomson Reuters Citation Laureates (на їхню думку Жиль Брассар міг стати кандидатом Нобелівської премії).
- 2012: Створення докторської премії Nserc (англ. Nserc) імені Жиль Брассар у галузі міждисциплінарних досліджень.
- 2013: Prix d’excellence, Фонд Досліджень Квебеку (Fonds québécois de la recherche sur la nature et les technologies).
- 2013: Обрано членом Лондонського королівського товариства
- 2014: Призначено офіцером Ордена Канади
- Doctor Honoris Causa, Швейцарський Федеральний інститут технологій (Eidgenössische Technische Hochschule), Цюрих, 2010 року; Оттавський університет, Канада, 2014; Університет Лугано, Швейцарія,
- 2018: Премія Вольфа з фізики